# La granduchessa di Gérolstein
La granduchessa di Gérolstein (La Grande-Duchesse de Gérolstein) è un'opera buffa in tre atti composta da Jacques Offenbach su libretto di Henri Meilhac e Ludovic Halévy e rappresentata per la prima volta il 12 aprile 1867 al Théâtre des Variétés di Parigi.

## Storia
Offenbach lavorò in modo assiduo alla composizione delle musiche de La gran duchessa di Gérolstein affinché la prima potesse coincidere con l'Esposizione internazionale di Parigi. Ciò fu possibile anche grazie all'interessamento di Napoleone III. Attraverso quest'opera, Offenbach si prefiggeva di prendere in giro la vita militare e aristocratica della sua epoca.
La prima dell'opera fu seguita da reali (tra cui il principe del Galles), statisti e diplomatici. Il ruolo della protagonista fu impersonato da Hortense Schneider, che era stata scoperta dallo stesso Offenbach nel 1855: l'interpretazione della granduchessa di Gérolstein garantì alla Schneider la definitiva consacrazione. L'opera fu apprezzata anche da Otto von Bismarck.

## Trama

Charlotte Bergström nei panni della granduchessa di Gérolstein negli anni settanta del XIX secolo

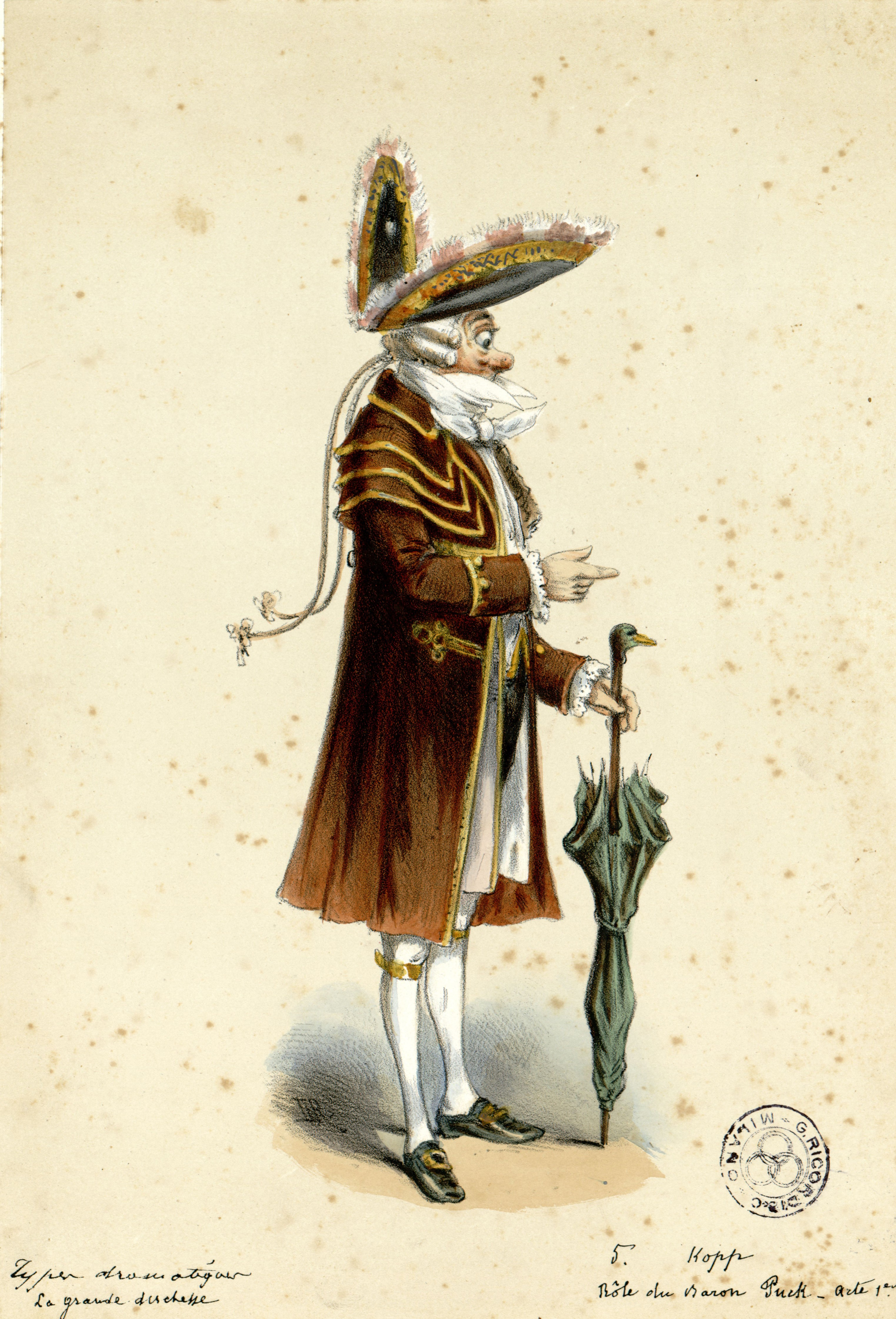
Kop, figurino per La Grand Duchesse de Gérolstein atto 1 (1867). Archivio Storico Ricordi

### Atto I
L'immaginario Granducato di Gérolstein è governato da una bella granduchessa non sposata.
Si vorrebbe che la donna sposasse il principe Paul, ma lei, da sempre attratta dal "fascino della divisa", si invaghisce di Fritz, un soldato semplice al servizio del generale Boum e già fidanzato con una ragazza di nome Wanda. La granduchessa nomina perciò Fritz generale al posto di Boum, donandogli una spada appartenuta al padre.

### Atto II
Dopo il ritorno di Fritz dopo una vittoriosa battaglia, durata appena quattro giorni, la granduchessa si dichiara al giovane, ma, poiché la nobildonna finge di parlare per conto di un'altra donna, il giovane non capisce. Ciò scatena le ire della granduchessa, che decide di vendicare l'orgoglio ferito unendosi alla congiura tramata contro Fritz dall'ex-generale Boum e da alcuni cortigiani.

### Atto III
Dopo aver dimenticato Fritz, la granduchessa si invaghisce del barone Grog.
Alla fine, però, la donna si convince a sposare Paul, mentre Fritz convola a nozze con la fidanzata Wanda.

## Arie
- Ah, que j'aime les militaires (Rondo de la Duchesse) (Atto I)[4][6][7]
- Voici le sabre de mon père (Atto I)[6]
- Au diable la consigne (Atto I)[6]
- Dites-lui (Atto II)[6]